# Tsater
Tsater (en arménien Ծաթեր) est une communauté rurale du marz de Lorri en Arménie. En 2008, elle compte 358 habitants.